# PX Большой Медведицы
PX Большой Медведицы (лат. PX Ursae Majoris) — одиночная переменная звезда в созвездии Большой Медведицы на расстоянии (вычисленном из значения параллакса) приблизительно 3980 световых лет (около 1220 парсеков) от Солнца. Видимая звёздная величина звезды — от +10,06m до +10,01m.

## Характеристики
PX Большой Медведицы — белая пульсирующая переменная звезда типа Дельты Щита (DSCTC:) спектрального класса A0.